# Akhak gwebeom
L'Akhak gwebeom (coréen, hanja : 樂學軌範 ; hangeul : 악학궤범), dont le nom signifie « canon de la musique », est un traité sur la musique coréenne rédigé au XVe siècle, sous la dynastie Joseon de Corée. Il est écrit par une équipe dirigée par Seong Hyeon (성현/成俔, 1439 ∼ 1504) et publié en 1493.
Il est publié imprimé en écriture chinoise, sous forme de codex, et est composé de neuf chapitres :
- 1 : 音調律呂諸圖說
- 2 : 雅樂俗樂陳設圖說
- 3, 4, 5 : 高麗史樂誌
- 6, 7 : 雅部唐部鄉部樂器圖說
- 8, 9 : 呈才儀物服飾諸圖說

## Images

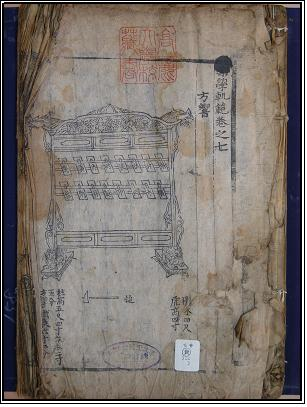
Metallophone
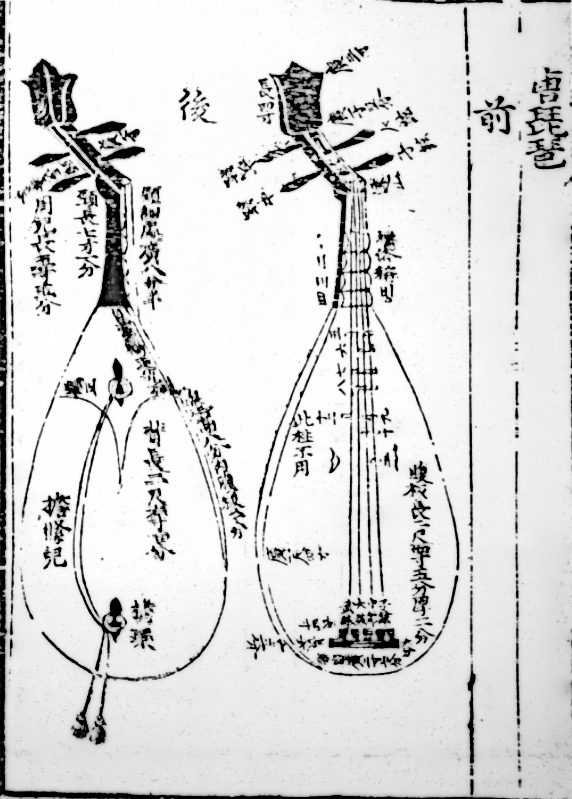
Description d'un pipa.
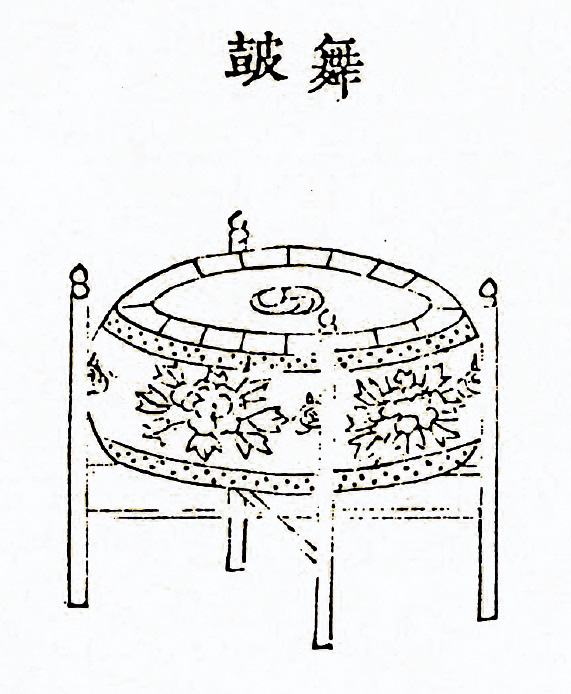
Tambour de danse pour le mugo (en).